# Barras Futebol Club
O Barras Futebol Club é um clube brasileiro de futebol fundado em 15 de novembro de 2004 na cidade de Barras no Estado do Piauí e o seu estádio é o Juca Fortes, com capacidade para 5.000 pessoas. Suas cores são o vermelho, azul e branco, em homenagem a bandeira do Município de Barras. Em 2008 sagrou-se campeão piauiense.
Em 2007, o clube foi à fase final da Série C e em 2010, conseguiu o segundo lugar no estadual, classificando-se para a Copa do Brasil de 2011.

## Títulos
| Estaduais | Estaduais                              | Estaduais | Estaduais  |
|           | Competição                             | Títulos   | Temporadas |
| --------- | -------------------------------------- | --------- | ---------- |
|           | Campeonato Piauiense                   | 1         | 2008       |
|           | Copa Piauí                             | 1         | 2007       |
|           | Campeonato Piauiense - Segunda Divisão | 1         | 2005       |
|           | Torneio Início                         | 1         | 2011       |

## Desempenho em competições

### Campeonato Brasileiro - Série C
| Ano  | Posição |
| 2007 | 7º      |
| 2008 | 38º     |

### Copa do Brasil
| Ano  | Posição |
| 2007 | 39º     |
| 2008 | 62º     |
| 2011 | 44º     |

### Campeonato Piauiense - 1ª Divisão
| Ano  | Posição        |
| 2006 | (Vice-Campeão) |
| 2007 | (Vice-Campeão) |
| 2008 | (Campeão)      |
| 2009 | 4º             |
| 2010 | (Vice-Campeão) |
| 2011 | 6°             |
| 2012 | Desistiu       |
| 2013 | 8°             |
| 2014 | 5°             |

### Campeonato Piauiense - 2ª Divisão
| Ano  | Posição               |
| 2005 | (Campeão e Promovido) |

### Copa Piauí
| Ano  | Posição   |
| 2007 | (Campeão) |

## Estatísticas

### Participações
| Competição | Competição           | Temporadas | Melhor campanha    | Estreia | Última | P | R |
| Piauí      | Campeonato Piauiense | 9          | Campeão (2008)     | 2006    | 2014   |   | – |
| Piauí      | 2ª Divisão           | 1          | Campeão (2005)     | 2005    | 2005   | 1 |   |
| Brasil     | Série C              | 2          | 7º colocado (2007) | 2007    | 2008   | – | – |
| Brasil     | Copa do Brasil       | 3          | 1ª fase (3 vezes)  | 2007    | 2009   |   |   |

## Ranking da CBF
Ranking atualizado em dezembro de 2014
- Posição: 202º
- Pontuação: 100 pontos[1]

Ranking criado pela Confederação Brasileira de Futebol para pontuar todos os clubes do Brasil.